# Jordan (merk)
Jordan is een multinationaal productiebedrijf gevestigd in Oslo, Noorwegen, dat gespecialiseerd is in mondverzorging en borstels.
Het werd in 1837 opgericht door de Deense immigrant Wilhelm Jordan als W. Jordan Börste & Penselfabrik. Oorspronkelijk produceerde het bedrijf kammen, maar later breidde het assortiment zich uit met borstels. In 1927 begon het met de productie van tandenborstels, met vanaf 1960 een sterke focus op internationale export. Vanaf 1966 ging het bedrijf ook tandenstokers produceren. Tegenwoordig produceert Jordan zowel mondverzorgingsproducten als verf- en schoonmaakborstels. Jordan heeft ook bedrijven overgenomen, zoals de producent van tandzijde Peri-dent (in 1987).
De eerste productielocatie was in Oslo. In 1969 werd een tweede fabriek geopend in Flisa. De fabriek in Oslo sloot in 2000 en de productie van tandenborstels werd in 2002 van Flisa naar Engeland verplaatst. Flisa produceert nog steeds tandenstokers en schoonmaakproducten. Via dochterondernemingen beheert Jordan ook productie in India, China en Maleisië, en een verkoopbedrijf in Maleisië. Jordan werd in 2012 zelf overgenomen door de Orkla Groep.